# Panowka (rejon piestrieczyński)
Panowka (ros. Пановка) – wieś (sieło) w Rosji, w Tatarstanie, w rejonie piestrieczyńskim. W 2010 liczyła 1615 mieszkańców.